# Tarbaleus pilosus
Tarbaleus pilosus är en insektsart som beskrevs av Brunner von Wattenwyl 1898. Tarbaleus pilosus ingår i släktet Tarbaleus och familjen gräshoppor. Inga underarter finns listade i Catalogue of Life.